# Ahmed Ferjani
Pour les articles homonymes, voir Ferjani.
Ahmed Ferjani, né le 21 juin 2000, est un escrimeur tunisien.

## Carrière
Ahmed Ferjani est médaillé d'or en sabre par équipes aux championnats d'Afrique 2016 à Alger ainsi qu'aux championnats d'Afrique 2017 au Caire. Il obtient la médaille d'argent en sabre par équipes aux championnats d'Afrique 2018 à Tunis.
Aux championnats d'Afrique 2019 à Bamako, il remporte la médaille de bronze en sabre individuel et la médaille d'argent en sabre par équipes. Il en fait de même lors des Jeux africains de 2019.
Il est médaillé d'or en sabre par équipes et médaillé de bronze en sabre individuel aux championnats d'Afrique 2022 à Casablanca.
Aux championnats d'Afrique 2023 au Caire, il est médaillé d'argent en sabre par équipes.

## Famille
Il est le frère des escrimeurs Mohamed Ayoub Ferjani et Farès Ferjani. Leur père Salah Ferjani est un arbitre d'escrime international.